# I Wandered Lonely as a Cloud
I Wandered Lonely as a Cloud (également connu sous le nom de Daffodils ) est un poème lyrique de William Wordsworth, c'est son œuvre la plus célèbre.
Le poème est inspiré par un événement du 15 avril 1802 dans lequel Wordsworth et sa sœur Dorothy tombent par hasard sur une "longue ceinture" de jonquilles. Écrit entre 1804 et 1807 (en 1804 selon Wordsworth), il est publié pour la première fois en 1807 dans Poems, in two volumes, et une version révisée est publiée en 1815 
Dans un sondage réalisé en 1995 par le programme de la BBC Radio 4 Bookworm pour déterminer les poèmes préférés de la nation, I Wandered Lonely as a Cloud arrive cinquième. Souvent mis en anthologie, le poème est généralement considéré comme un classique de la poésie romantique anglaise, bien que Poems, in Two Volumes, dans lequel il est publié pour la première fois, soit peu apprécié des contemporains de Wordsworth.

## Contexte
En 1804, après une promenade faite avec sa sœur Dorothy autour de Glencoyne Bay, Ullswater, dans le Lake District, Wordsworth s'inspire du journal de Dorothy décrivant la promenade (traduction libre)  : 

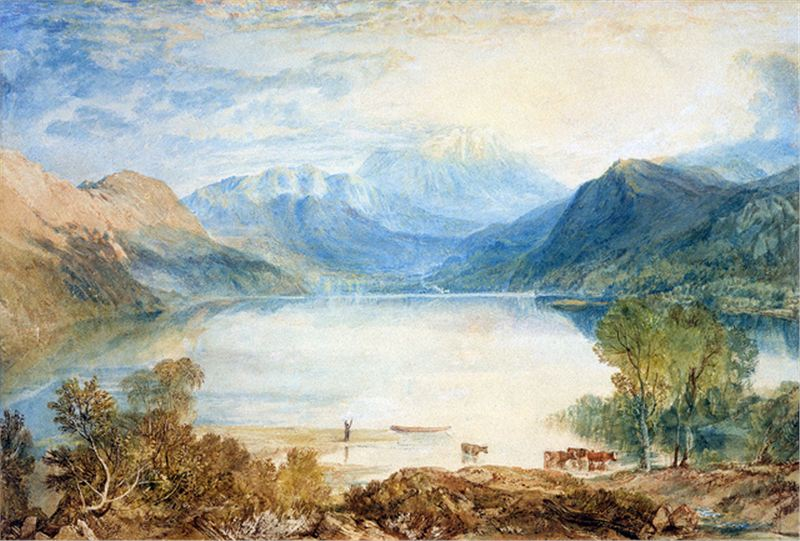
Ullswater dans le Lake District anglais. Ullswater de Gobarrow Park, JMW Turner, aquarelle, 1819

Quand nous étions dans les bois au-delà de Gowbarrow park, nous avons vu quelques jonquilles près de l'eau, nous avons imaginé que le lac avait fait flotter les graines à terre, et que la petite colonie avait ressuscité.
Mais, alors que nous longions le lac, il y en avait de plus en plus et enfin, sous les branches des arbres, nous vîmes qu'il y en avait une longue ceinture longeant la rive, sur la largeur d'une route de campagne à péage. Je n'avais jamais vu de jonquilles si belles poussant parmi les pierres moussues, qui les entouraient, certaines reposaient leur tête sur ces pierres comme sur un oreiller avec lassitude, et les autres se balançaient, dansaient et semblaient rire avec le vent qui soufflait sur elles au-dessus du lac, elles avaient l'air si gaies, toujours changeantes. Ce vent soufflait directement sur le lac. Il y avait ici et là un petit nœud et quelques passants à quelques mètres plus haut, mais ils étaient si peu nombreux qu'ils ne troublaient pas la simplicité, l'unité et la vie de cette seule route très fréquentée - Nous nous sommes reposés encore et encore. Les baies étaient orageuses et nous avons entendu les vagues à différentes distances et au milieu de l'eau comme la mer. (Dorothy Wordsworth, the Grasmere Journal, jeudi 15 avril 1802) 

Au moment où il écrit le poème, Wordsworth vivait avec sa femme, Mary Hutchinson, et sa sœur Dorothy à Town End à Grasmere dans le Lake District. Mary contribue à ce que Wordsworth appelle plus tard les deux meilleurs vers du poème, rappelant la "reconstitution tranquille" de l'abbaye de Tintern, 

« They flash upon that inward eye

Which is the bliss of solitude »

Wordsworth était conscient de la pertinence de l'idée des jonquilles qui « se projettent (flash upon) sur cet œil intérieur » : dans sa version de 1815, il ajoute une note commentant le « flash » comme un « spectre oculaire ». Coleridge, dans Biographia Literaria de 1817, tout en admettant que le concept de « spectre visuel » était « bien connu », décrit les lignées de Wordsworth (et Mary), entre autres, comme une « bombe mentale ». Fred Blick  montre que l'idée de fleurs clignotantes était dérivée du phénomène Elisabeth Linnaeus, nommé en raison de la découverte de fleurs clignotantes par Elizabeth Linnaeus en 1762. Wordsworth le décrit comme « un sentiment élémentaire et une impression simple (approchant de la nature d'un spectre oculaire) sur la faculté d'imagination, plutôt que comme un effort de celui-ci... »  Le phénomène est rapporté en 1789 et 1794 par Erasmus Darwin, dont Wordswoth lut certainement le livre.
L'ensemble du ménage contribua ainsi au poème. Néanmoins, la biographe de Wordsworth, Mary Moorman, note que Dorothy en fut exclue, bien qu'elle ait vu les jonquilles avec Wordsworth. Le poème fut placé dans une section de Poèmes en deux volumes intitulée "Moods of my Mind", qui compte également « To a Butterfly », un souvenir d'enfance de chasse aux papillons avec Dorothy, et « The Sparow's Nest », dans lequel il dit de Dorothy : « She gave me eyes, she gave me ears ».
Les premières ballades lyriques, un recueil de poèmes de Wordsworth et Samuel Taylor Coleridge, furent publiées pour la première fois en 1798 et introduisent le mouvement romantique en Angleterre. Wordsworth et les autres poètes du lac gagnent ainsi en notoriété. Wordsworth n'avait rien publié depuis l'édition de 1800 de Lyrical Ballads, et une nouvelle oeuvre  était attendue avec impatience. Wordsworth avait cependant acquis une certaine sécurité financière grâce à la publication en 1805 de la quatrième édition de Lyrical Ballads ; c'était le premier dont il profitait des bénéfices de la propriété du droit d'auteur. Il décida de se détourner du long poème sur lequel il travaillait ( The Recluse ) et de consacrer plus d'attention à la publication de Poems in Two Volumes, dans lequel "I Wandered Lonely as a Cloud" apparait pour la première fois.

## Version révisée

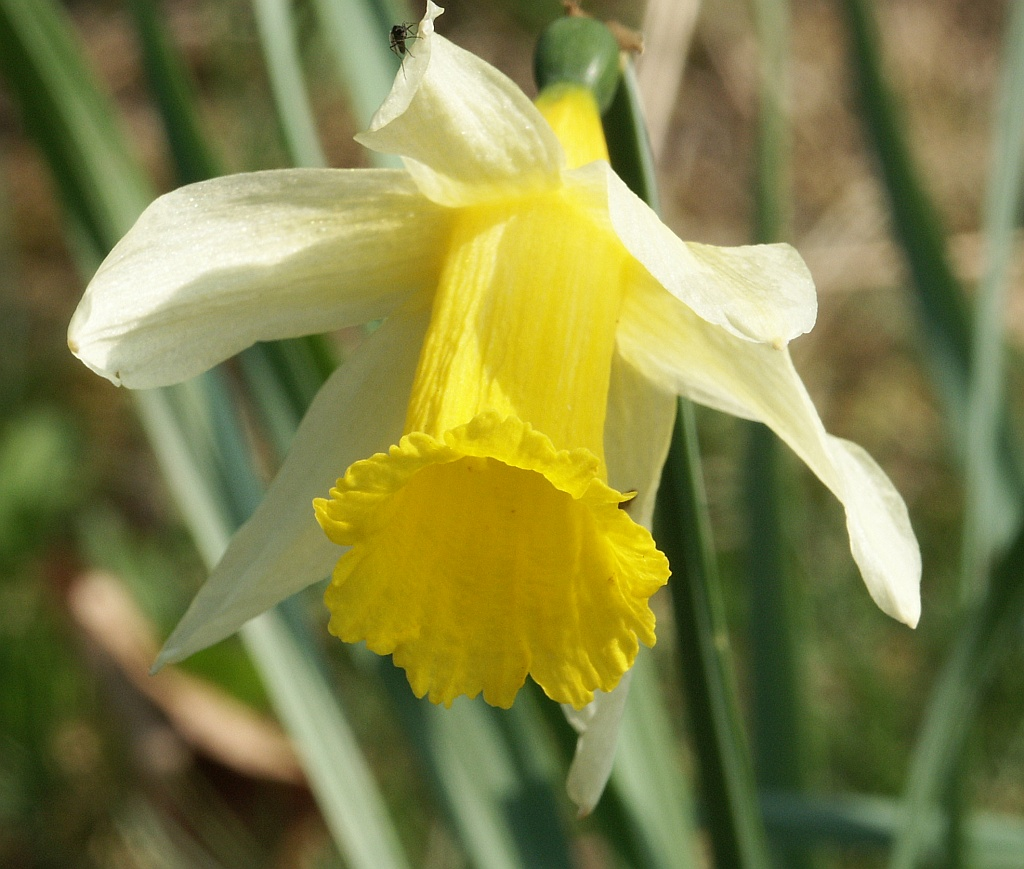
Narcissus pseudonarcissus, la "jonquille" originaire du Lake District

Wordsworth révisa le poème en 1815. Il remplaça «dancing» par «golden»; «along» par «beside»; et «ten thousand» par «fluttering and». Il ajoute ensuite une strophe entre la première et la deuxième, et a remplace «laughing» en «jocund». La dernière strophe reste intacte.

« I wandered lonely as a cloud

That floats on high o'er vales and hills,

When all at once I saw a crowd,

A host of golden daffodils;

Beside the lake, beneath the trees,

Fluttering and dancing in the breeze.

Continuous as the stars that shine

and twinkle on the Milky Way,

They stretched in never-ending line

along the margin of a bay:

Ten thousand saw I at a glance,

tossing their heads in sprightly dance.

The waves beside them danced; but they

Out-did the sparkling waves in glee:

A poet could not be but gay,

in such a jocund company:

I gazed—and gazed—but little thought

what wealth the show to me had brought:

For oft, when on my couch I lie

In vacant or in pensive mood,

They flash upon that inward eye

Which is the bliss of solitude;

And then my heart with pleasure fills,

And dances with the daffodils. »

Paméla Woof note que "la permanence des étoiles par rapport aux fleurs souligne la permanence de la mémoire pour le poète." 
D'après Andrew Motion, le dernier vers reproduit dans l'esprit de ses lecteurs l'expérience décrite 

## Accueil critique

### Critiques contemporaines du poème

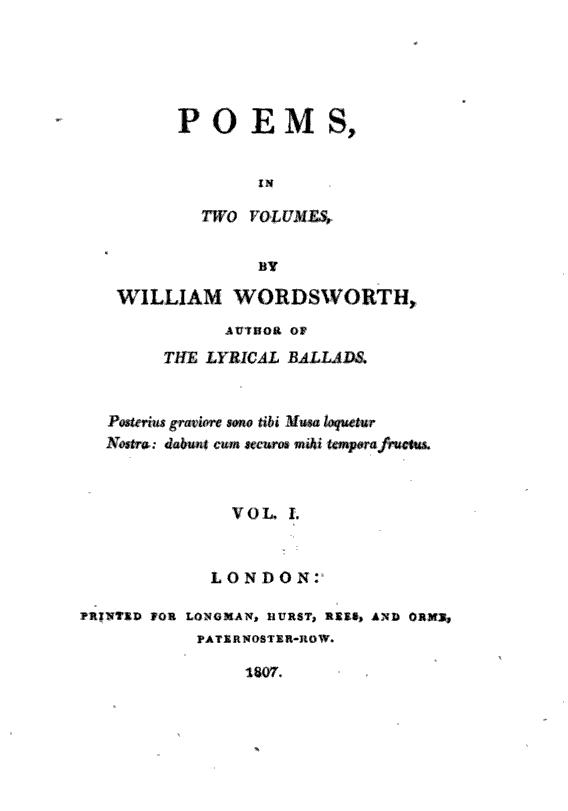
Couverture de Poems, in Two Volumes

Poems, in Two Volumes, obtient des critiques défavorables des contemporains de Wordsworth, notamment de Lord Byron, que Wordsworth méprise. Byron écrit du volume, dans une de ses premières critiques, "M. W [ordsworth] cesse de plaire, ... habillant [ses idées] dans un langage non pas simple, mais puéril". Wordsworth lui-même écrit pour anticiper les critiques de The Critical Review, espérant que son ami Francis Wrangram ferait pression pour une approche moins sévère. Il  réussit à empêcher un ennemi connu de rédiger la revue, mais cela n'a pas aidé; comme l'a dit Wordsworth lui-même, il s'agissait de "passer de la poele à frire au feu". Parmi les points positifs de Poems, in Two Volumes, on compte la masculinité perçue dans " The Happy Warrior ", écrite sur la mort de Nelson et peu susceptible d'être l'objet d'une attaque. Des poèmes comme «I Wandered Lonely as a Cloud» ne pouvaient pas en être plus éloignés. Wordsworth réagit stoïquement aux critiques.
Même l'ami proche de Wordsworth, Coleridge, déclare (se référant en particulier aux strophes "enfant-philosophe" VII et VIII des " Intimations of Immortality ") que les poèmes contenaient une "explosion mentale". Deux ans plus tard, cependant, beaucoup étaient plus positifs à propos de la collection. Samuel Rogers déclare  qu'il avait «insisté particulièrement sur la belle idée des« jonquilles dansantes »», et Henry Crabb Robinson reprend l'idée. Les critiques furent réfutées par l'opinion publique, et l'oeuvre  gagne en popularité et en reconnaissance, tout comme Wordsworth.
Poems, in Two Volumes, est très sévèrement critiqué par Francis Jeffrey dans la Edinburgh Review (sans toutefois mentionner "I wandered lonely as a Cloud"), mais la Review était  connue pour son aversion des Lakistes. Comme l'écrit Sir Walter Scott au moment de la publication du poème, "Wordsworth est durement traité dans la Revue d'Édimbourg, mais Jeffrey fait ... autant d'éloges qu'il le fait habituellement", et Jeffrey fit d'ailleurs l'éloge des sonnets.
À la mort de l'auteur en 1850, The Westminster Review qualifie  "I wandered lonely as a cloud" de "très exquis".

### Critiques modernes
Le poème est enseigné dans de nombreuses écoles du monde anglophone, notamment au programme du GCSE  de littérature anglaise dans certaines commissions d'examen en Angleterre, au Pays de Galles et en  Irlande du Nord ; et dans le programme actuel du certificat d'études supérieures, Inner Journeys, Nouvelle-Galles du Sud, Australie. Il est aussi étudié dans le cadre du cours anglais du Junior Certificate en Irlande, en poésie. Le poème est également inclus dans le programme de l'examen de grade X ICSE ( Indian Certificate of Secondary Education ), en Inde.
Parce qu'il est l'un des poèmes les plus connus de la langue anglaise, il  fait souvent l'objet de parodie et de satire.
Le groupe de rock progressif anglais Genesis parodie le poème dans les paroles d'ouverture de la chanson "The Colony of Slippermen", de leur album de 1974 The Lamb Lies Down on Broadway .
C'était le sujet d'une publicité télévisée pour la bière Heineken 1985, qui dépeint un poète ayant des difficultés avec ses premières lignes, seulement capable de trouver "I walked about a bit on my own" ou "I strolled around without anyone else" jusqu'à ce qu'il boive une Heineken trouve enfin "I wandered lonely as a cloud". Dans la presse écrite, on lit parfois que Wordsworth faillit écrire "I wandered lonely as a cow" mais que Dorothy lui aurait dit : "William, tu ne peux pas mettre ça".

#### Tourisme de la Jonquille
Wordsworth aurait vu des jonquilles sauvages. Le National Gardens Scheme organise  chaque année une journée de la jonquille, permettant aux visiteurs de voir les jonquilles dans les jardins de Cumbrie, y compris Dora's Field, planté par Wordsworth. En 2013, l'événement eut lieu en mars, mais le froid inhabituel empêcha les plantes de fleurir. Bien que le climat du lac District ait changé depuis l'écriture du poème, il reste possible de voir ces jonquilles en avril.

##### Anniversaires
En 2004, à l'occasion du 200e anniversaire de la rédaction du poème, il est lu à haute voix par 150 000 écoliers britanniques, dans le but  d'améliorer la reconnaissance de la poésie et de soutenir l'organisation Marie Curie Cancer Care.
En 2007, Cumbria Tourism publie une version rap du poème, mettant en vedette MC Nuts, un écureuil roux du Lake District, dans le but de d'attirer la «génération YouTube» et des touristes dans le Lake District. Publié le deux centième anniversaire de l'original, il attire l'attention des médias. Accueilli par l'association  Wordsworth Trust, il fait l'objet d'une désapprobation chez certains commentateurs. 
En 2015, des événements marquant le 200e anniversaire de la publication de la version révisée sont célébrés à Rydal Mount.

#### Dans la culture populaire
- Dans la comédie musicale Big Fish de 2013, composée par Andrew Lippa, certaines lignes du poème sont utilisées dans la chanson "Daffodils", qui conclut le premier acte. Lippa le mentionne dans une vidéo créée par Broadway.com la même année.
- Dans la collection printemps / été 2019 de Gucci, plusieurs pièces de prêt-à-porter arboraient la broderie des derniers vers du poème[29].